# Klimaanlage (Flugzeug)

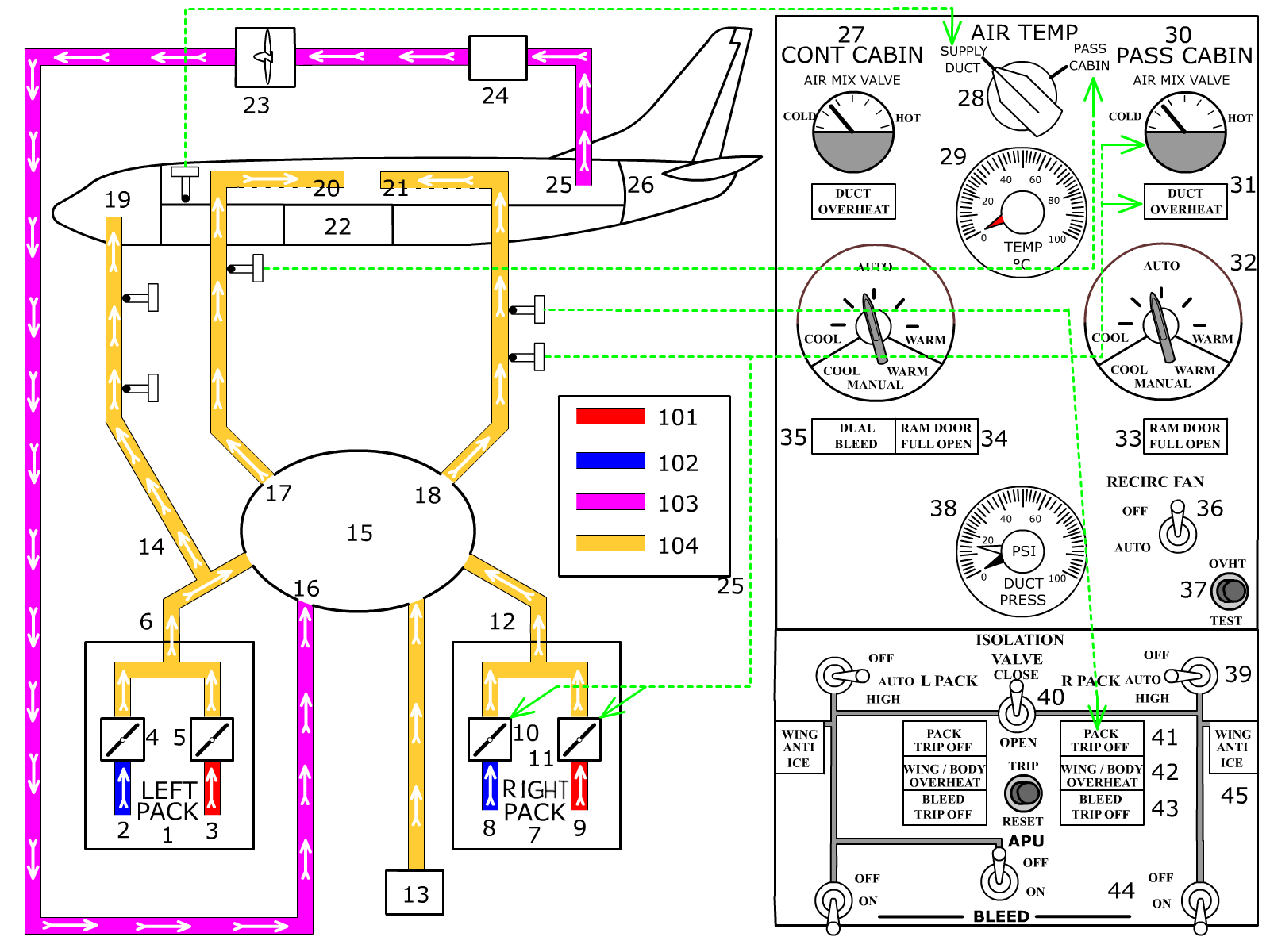
Schematische Darstellung der Klimaanlage einer Boeing 737-300

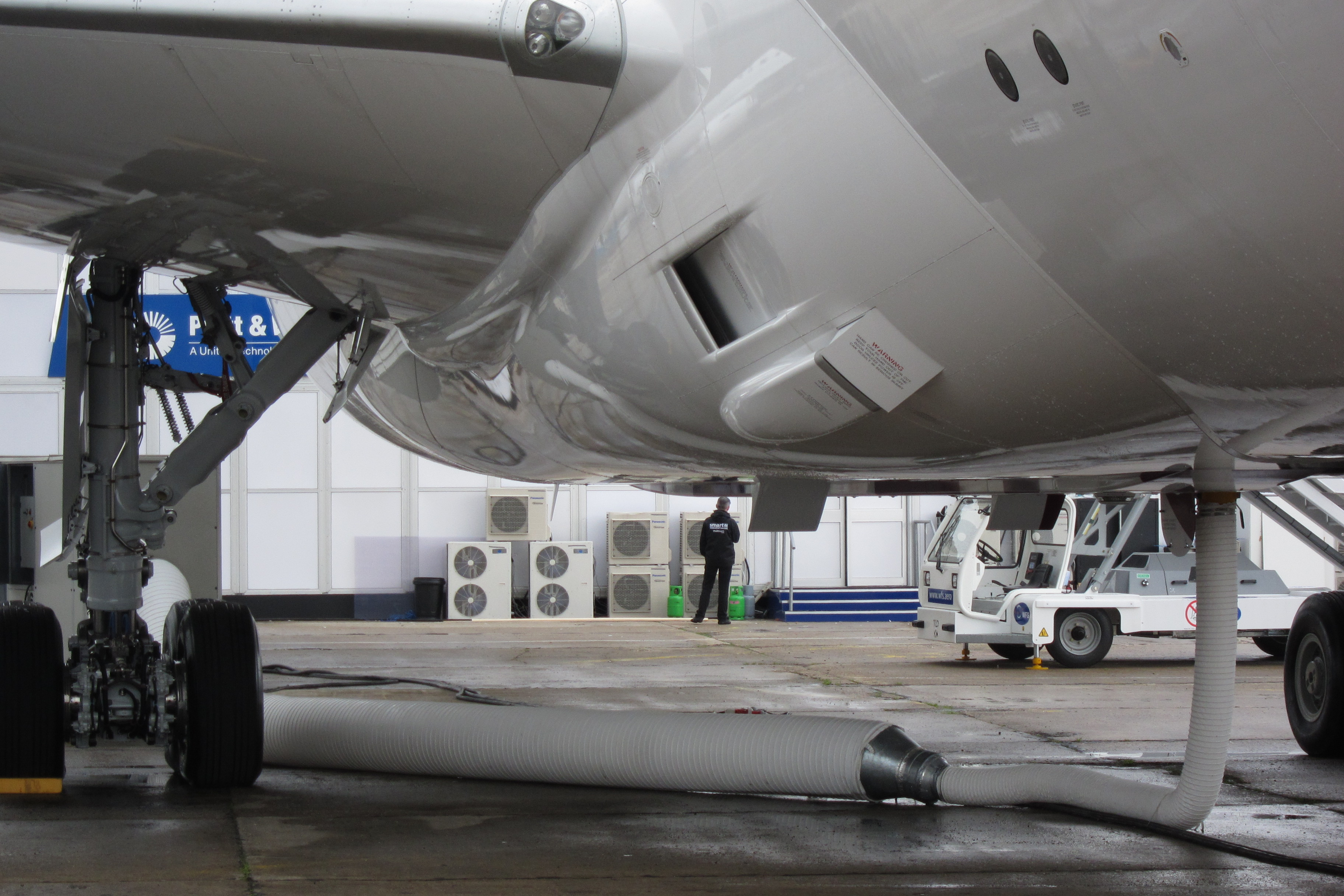
Die Boeing 787 hat die Lufteinlässe zur Klimaanlage am Rumpf bei den Flügelwurzeln, da sie keine Zapfluft für die Klimaanlage verwendet

Die Klimaanlage im Flugzeug (engl. environmental control system, ECS) beruht auf dem Prinzip der Kühlturbine, die Umgebungsluft im offenen Kreislauf verwendet und kein gesondertes Kältemittel benötigt. Sie umfasst i.w. die drei Systemkomponenten a) Luftaustausch, b) Druck- sowie c) Temperaturregelung in der Kabine des Flugzeugs für Besatzung, Passagiere und Gepäckräume. 
Verkehrsflugzeuge benötigen eine Klimaanlage, um den Passagieren bei Flughöhen bis über 11.000 Metern die notwendige Atmosphäre in der Kabine zu bieten, insbesondere mit genügend Luftdruck, einer ausreichenden Sauerstoffversorgung und einer angemessenen Umgebungstemperatur.

Im Vergleich zu „normalen“ Klimaanlagen, die vor allem zur Temperaturregelung dienen, z. B. in Gebäuden oder Fahrzeugen, kümmert sich das ECS in Flugzeugen zusätzlich um den Luftdruck sowie oft weiteren Aspekten der Umgebungsregelung.
Klimaanlagen in Flugzeugen unterscheiden sich daher von den gewöhnlichen Klimaanlagen durch eine andere Konstruktion, eine Energiequelle mit wesentlich größerem Leistungsbedarf sowie hohen Sicherheitsanforderungen.
Größere Passagierflugzeuge mit mehreren Triebwerken haben in der Regel zwei bis drei redundante, voneinander unabhängige, parallel laufende Aggregate (engl. Pressurization & Air Conditioning Kits, abgekürzt packs). Genutzt wird Zapfluft, die sog. P2-Luft (engl. bleed air) vom Kompressor des Strahltriebwerkes. Diese Luft ist bis zu 200 °C heiß, hat je nach Abnahmestelle einen Überdruck von mehreren Bar, ist aber auch je nach Triebwerksausführung in der Menge begrenzt.
Das System muss dazu abgestimmt sein, den Druck und die Temperatur in der Kabine zu halten. Der Innendruck wird dabei durch ein steuerbares Ablassventil im Rumpf des Flugzeuges (engl. outflow-valve) geregelt; die Temperatur wird je nach Bedarf geregelt durch Kühlung (bei Betrieb in Bodennähe) und gegebenenfalls elektrischer Zusatzheizung bei sehr kalter Außenluft im Fluge, sofern der Wärmeinhalt der Zapfluft nicht ausreicht. Meist muss die Frischluft noch befeuchtet werden, am Boden mitunter auch entfeuchtet. Am Boden und bei Flugzeugen ohne Strahltriebwerk erfolgt die „Klimatisierung“ oft mit Hilfe eines Hilfstriebwerks (engl. auxiliary power unit, APU).
Teils, etwa bei der Boeing 787, wird nicht die Zapfluft der Triebwerke zum Antrieb der Kühlturbine verwendet, sondern ein Elektromotor. Die Triebwerke haben zu diesem Zweck stärkere E-Generatoren.
Um Energie für das Hilfstriebwerk zu sparen, dessen Wartungszyklen auszudehnen und eine Verbesserung der Luftqualität am Flughafen zu erreichen, rüsten immer mehr Flughäfen ihre Terminals mit PCA-Klimatisierungssystemen aus (PCA = pre-conditioned air), die an der Fluggastbrücke, über Bodentanks oder verbrennungskraftgetriebene Bodeneinheiten klimatisierte Luft an das Flugzeug übergeben. Dort wird bis zu −25 °C kalte Luft (typisch +2 °C) getrocknet und in das Flugzeug eingeblasen.

## Funktion und Hauptbaugruppen

### Kühlturbine und Wärmeübertrager
|  |  |  |

Bild 1 zeigt die prinzipielle Arbeitsweise der beiden Wärmeübertrager (auch Wärmetauscher) bei einem Vapor Cycle System. Die Arbeitsweise entspricht der eines Kühlschranks bzw. einer Wärmepumpe.
Die Air-Cycle-Machine (Kühlturbine – Bild 2) ist das Herz der Klimaanlage eines Verkehrsflugzeugs. Sie enthält einen Radialkompressor (2), eine Turbine (7) und mehrere Wärmeübertrager (engl. heat exchanger), die aus der Zapfluft klimatisierte Luft erzeugen.
Die Zapfluft (Bild 3: (1)) mit einem Druck von ca. 3 bar und bis zu 200 °C  Temperatur durchläuft den ersten Wärmeübertrager (Bild 3: (4)), der von der Außenluft (engl. ram air) gekühlt wird. Nach der Druckerhöhung und der damit verbundenen Erwärmung wird ein zweiter Wärmeübertrager (Bild 3: (6)) durchlaufen und danach die Turbine (Bild 3: (7)), in der die Luft expandiert und deshalb weiter abkühlt. Die Rotationsenergie der Turbine treibt wiederum über eine Welle (Bild 3: (20)) den Kompressor an. Am Ausgang der Turbine beträgt die Temperatur etwa 0 °C und wird mit Heißluft aus dem Zapfluft-System gemischt (Bild 3: (10)), um die gewünschte Temperatur zu erhalten.
Damit die Anlage auch am Boden funktioniert, werden hier die Wärmeübertrager von einem Gebläse, dem „Turbo-Fan“, mit Kühlluft versorgt. Der Turbo-Fan wird elektrisch (Boeing 727), durch einen Luftmotor (Boeing 737 Classic) oder mechanisch durch die Welle der Kühlturbine (Boeing 737-NG) angetrieben.
|  |  |  |

### Mischkammer
Die Mischkammer (engl. mixing chamber – Bild 5: (23)) ist die Misch- und Verteileinrichtung der Klimaanlage. Hier wird die Luft aus den Packs je nach Bedarf weiter mit Zapfluft angewärmt. Außerdem wird ein Teil der bereits benutzen und gefilterten Kabinenabluft mit Hilfe eines oder mehrerer Gebläse, den Recirculation Fans, zugemischt (Bild 5 – (18)). Ab hier wird die Luft zur Weiterverteilung bereitgestellt.

### Auslassventil

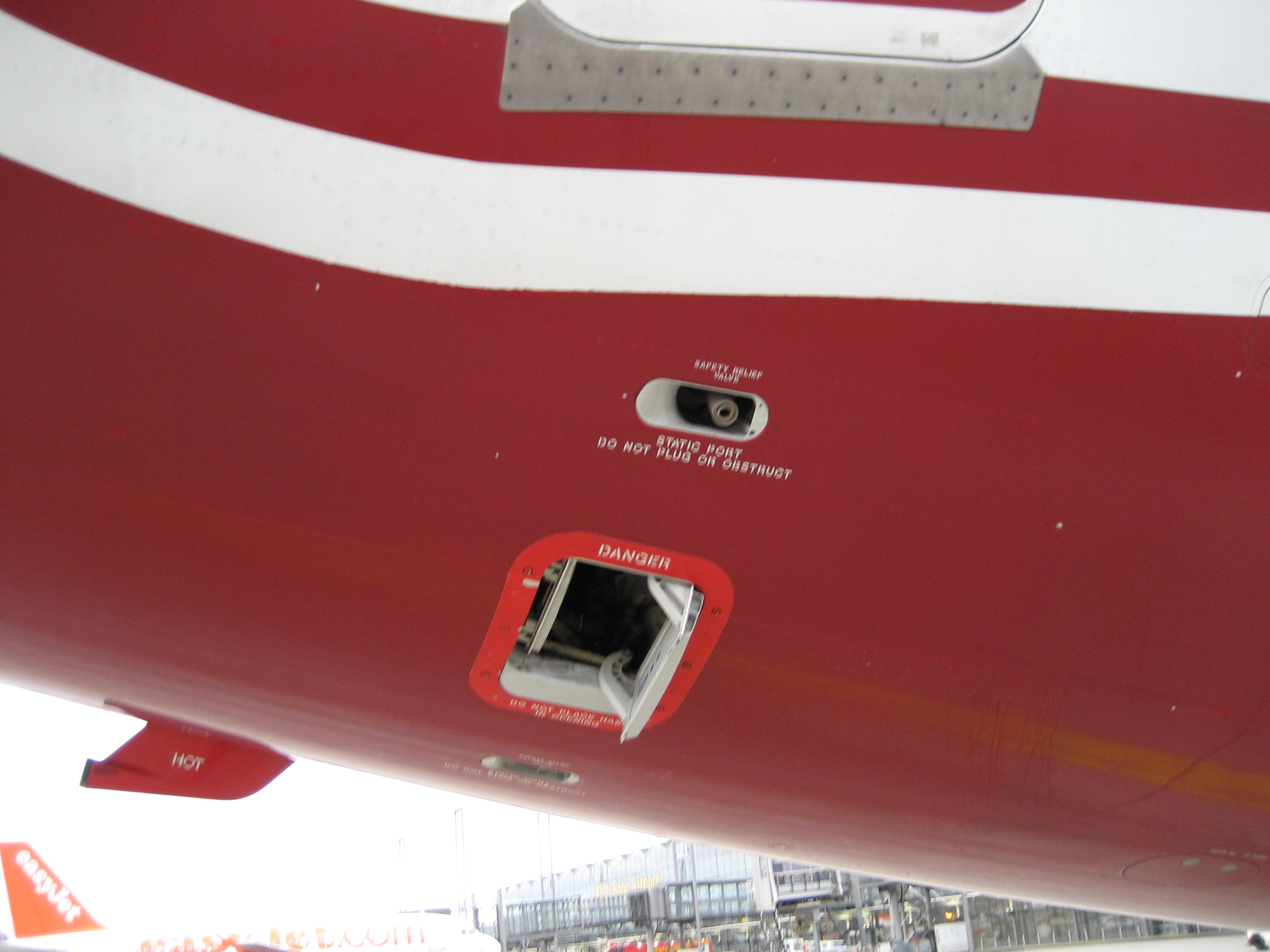
Outflow Valve und Overpressure Relief Valve B737-800

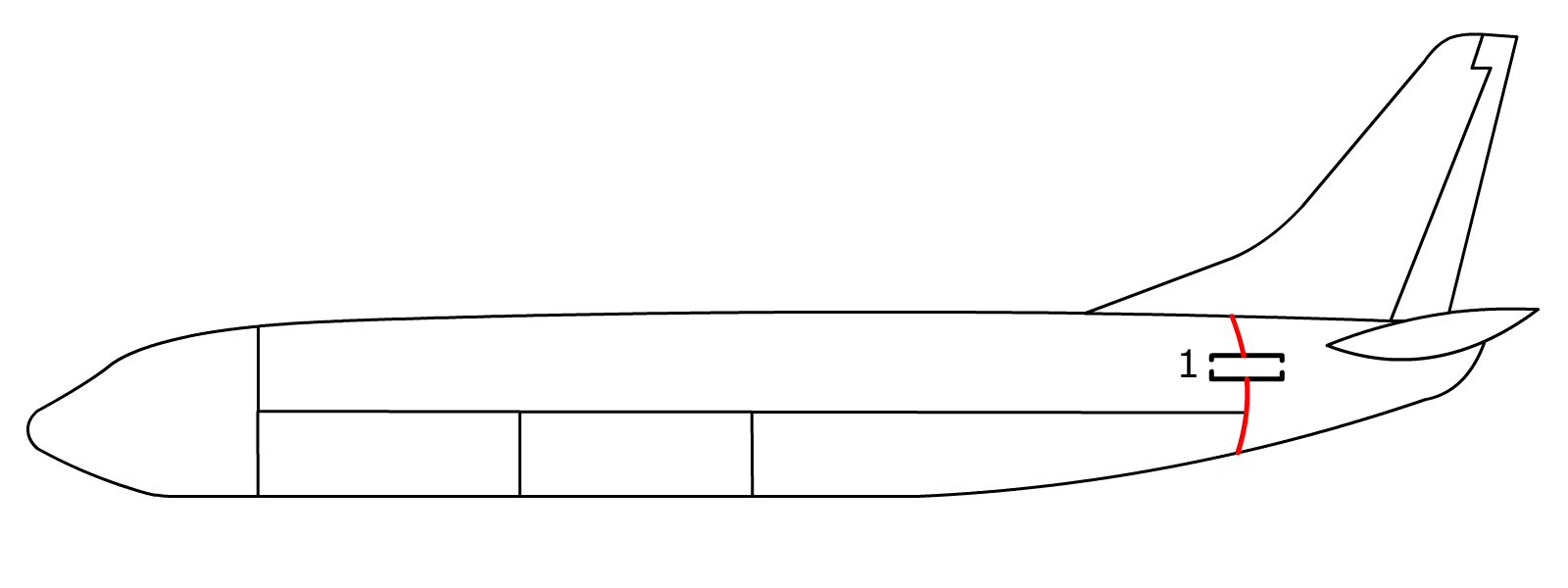
Bild 6: Pressure Valve (Druckablassventil) am hinteren Druckschott; zusätzlich gibt es auch noch ein automatisches Notfallventil (engl. overpressure relief valve), falls die Pressure Valve versagt – sonst zerreißt es das Flugzeug wegen der hohen Druckdifferenz

Das Druckventil, auch outflow valve genannt, ist eine verstellbare Klappe im hinteren Teil der Druckkabine. Es regelt abhängig von der Flugphase den Innendruck. Am Boden ist es geöffnet und wird während des Starts automatisch durch den Kabinendruckregler (engl. cabin pressure controller) geregelt, um dann im Reiseflug einen Luftdruck wie in etwa 2400 Meter Höhe (bezogen auf Standardluftdruck) zu halten. Sollte die automatische Regelung des Kabinendrucks versagen, kann das Auslassventil auch elektrisch durch einen Handregler verstellt werden.

### Sicherheitseinrichtungen
Sollte das Auslassventil nicht öffnen, bestünde die Gefahr eines gefährlichen Überdrucks in der Kabine. Deshalb befinden sich in der Flugzeughaut Überdruckventile (engl. overpressure-relief-valves), die bei einem Differenzüberdruck in der Kabine gegenüber außen von etwa 0,6 bar öffnen.
Sollte das Auslassventil nicht schließen, die Klimaanlage versagen oder ein großes Loch in der Flugzeughaut entstehen, werden die über den Passagieren befindlichen Sauerstoffmasken automatisch aktiviert, wenn der Kabinendruck unter einen Luftdruck entsprechend etwa 4300 Meter Höhe absinkt.

## Geschichte
Honeywell Aerospace hat 1940 den ersten Wärmeübertrager für Druckkabinen in die Boeing 307 Stratoliner eingebaut. 1944 wurde eine Luftausdehnungsturbine (engl. air expansion turbine) für die Kühlung der Kabine der Lockheed P-80 entwickelt, einer Druckkabine.
Die erste Luftkreislaufklimaanlage (engl. air cycle ECS – environmental control system) wurde 1945 bei der Lockheed Constellation eingesetzt. Das erste „Dampfkreislaufkühlsystem“ (engl. aircraft-type vapor cycle cooling system) wurde 1956 von Honeywell Aerospace in der Lockheed L-188 Electra eingesetzt. Die Boeing 727 hatte 1961 das erste komplette „pneumatische Kreislauf-Umgebungsluft-Steuersystem“ (engl. pneumatic air cycle ECS – Environmental Control System).